# Dottrina Drago

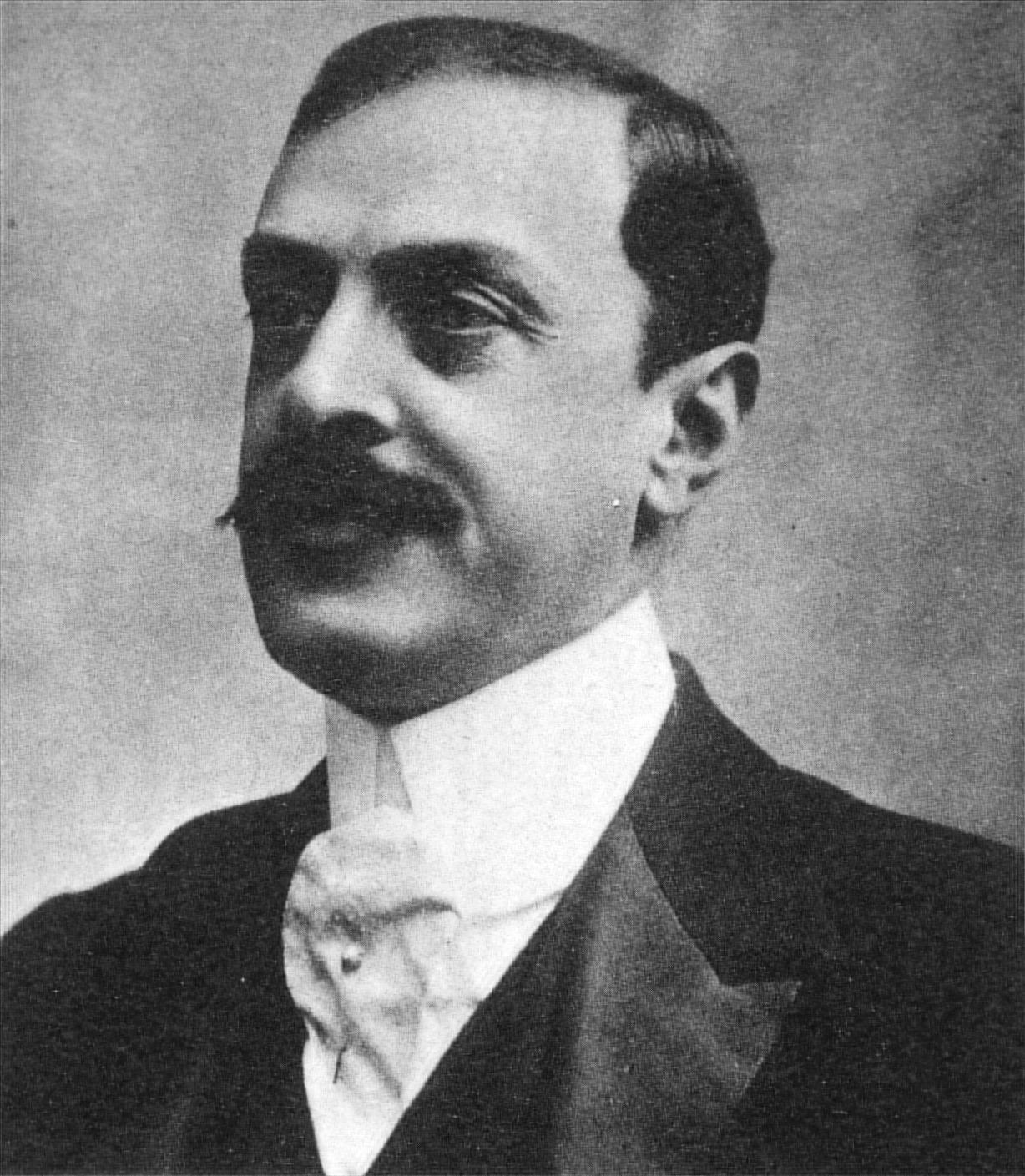
Luis Maria Drago

La dottrina Drago indica una teoria enunciata nel 1902 dal ministro degli Affari Esteri argentino Luis María Drago in una nota diplomatica agli Stati Uniti . Questa dottrina affermava che la semplice sospensione dei pagamenti del debito pubblico non era una ragione valida per un intervento armato di un altro stato, soprattutto da parte di una potenza al di fuori dell’emisfero occidentale. La dottrina era una risposta al blocco del Venezuela da parte delle potenze europee, avvenuto dopo che il paese era andato in default. Washington sostenne la dottrina Drago. Per prevenire ulteriori interventi armati, gli Stati Uniti presero il controllo delle dogane di diversi paesi dell’America Latina per garantire il pagamento del debito verso l’Europa.
La dottrina Drago rispondeva a una tensione tra la dottrina Monroe, che escludeva l’Europa dal continente americano, e la richiesta europea di pagamento dei debiti. Presupponeva il principio di uguaglianza sovrana che gli Stati Uniti avevano sostenuto a lungo. Si affermava esplicitamente che nessuna potenza straniera, compresi gli Stati Uniti, poteva usare la forza contro una nazione dell’emisfero occidentale per riscuotere i debiti sovrani.
Nel 1904, gli Stati Uniti enunciarono il Corollario Roosevelt alla dottrina Monroe in risposta alla dottrina Drago, affermando il diritto degli Stati Uniti a intervenire in America Latina nell'interesse degli affari americani e dell'indipendenza dell'America Latina dalle potenze europee.
Una versione modificata, nota come Convenzione Porter, dal nome di Horace Porter, fu adottata all'Aia nel 1907. Tale documento aggiunse che prima di qualsiasi altra azione, si dovrebbe cercare di risolvere il contenzioso tramite un arbitrato o una sentenza.

## Storia
La dottrina Drago venne sviluppata dalle idee espresse da Carlos Calvo nel suo libro Derecho internacional teórico y práctico de Europa y América, comunemente note come dottrina Calvo . La dottrina Calvo proponeva di vietare l'intervento degli stati in protezione diplomatica prima che venissero tentate altre vie nazionali per risolvere le controversie.
La stessa dottrina Drago fu una risposta alle azioni di Gran Bretagna, Germania e Italia che, nel 1902, avevano bloccato il Venezuela in risposta al rifiuto del governo venezuelano di pagare il suo massiccio debito estero che era stato acquisito sotto amministrazioni precedenti il governo di Cipriano Castro. Il Segretario di Stato John Hay venne colto di sorpresa dal riferimento alla dottrina Monroe e tardò sei settimane a rispondere citando il messaggio annuale di Theodore Roosevelt del 1901 al Congresso: "Non garantiamo la protezione di nessuno stato contro una punizione se esso si comporta male".
Lo stesso Roosevelt, anche se negli anni successivi avrebbe elogiato la dottrina di Drago, aveva scritto, in qualità di vicepresidente, al diplomatico tedesco Hermann Speck von Sternburg che "se uno Stato sudamericano si comporta male nei confronti di un paese europeo, lasciamo pure che il paese europeo lo sculacci."
La dottrina Drago è stata utilizzata dal Venezuela come motivazione per il suo voto a sostegno dell'Argentina nell'incontro dell'Organizzazione degli Stati Americani sulla crisi del debito argentino che ha coinvolto NML Capital.